# Rathaus (Zurigo)
Rathaus (letteralmente: "Municipio") è un quartiere della città svizzera di Zurigo. È compreso nel circolo 1.